# Royal Albert Hall London May 2-3-5-6 2005
Royal Albert Hall London May 2-3-5-6 2005 è un doppio album Live dei Cream, registrato alla Royal Albert Hall di Londra durante la riunione dei Cream e pubblicato nel 2005.
L'album debuttò nelle chart di Billboard 200 il 22 ottobre 2005 al numero 25, vendendo approssimativamente 19,000 copie restandoci per 4 settimane.
Royal Albert Hall, London May 2–3–5–6, 2005 fu certificato 5x Platinum dalla RIAA 9 mesi dopo la pubblicazione dell'album.

## Lista tracce CD

### Disco uno
1. I'm So Glad (Skip James) - 6:18
2. Spoonful (Willie Dixon) - 11:28
3. Outside Woman Blues (Blind Joe Reynolds) - 4:33
4. Pressed Rat and Warthog (Ginger Baker, Mike Taylor) - 3:21
5. Sleepy Time Time 1 (Jack Bruce, Janet Godfrey) - 6:08
6. N.S.U. (Bruce) - 6:02
7. Badge 1 (Eric Clapton, George Harrison) - 4:28
8. Politician (Bruce, Pete Brown) - 5:08
9. Sweet Wine (Baker, Godfrey) - 6:28
10. Rollin' and Tumblin' (Muddy Waters) - 5:02
11. Stormy Monday 2 (T-Bone Walker) - 8:09
12. Deserted Cities Of The Heart (Bruce, Brown) - 3:56

### Disco due
1. Born Under a Bad Sign (Booker T. Jones, William Bell) - 5:31
2. We're Going Wrong (Bruce) - 8:26
3. Crossroads (Robert Johnson, arr. Clapton) - 4:55
4. White Room 1 (Bruce, Brown) - 6:18
5. Toad 2 (Baker) - 12:06
6. Sunshine of Your Love 1 (Bruce, Clapton, Brown) - 8:46
7. Sleepy Time Time 1 (Alternate) (Jack Bruce, Janet Godfrey) - 6:07

## Lista tracce DVD

### Disco uno
1. I'm So Glad (James)
2. Spoonful (Dixon)
3. Outside Woman Blues (Reynolds)
4. Pressed Rat & Warthog (Baker, Taylor)
5. Sleepy Time Time 1 (Bruce, Godfrey)
6. N.S.U. (Bruce)
7. Badge 1 (Clapton, Harrison)
8. Politician (Bruce, Brown)
9. Sweet Wine (Baker, Godfrey)
10. Rollin' and Tumblin' (Waters)
11. Stormy Monday 2 (Walker)
12. Deserted Cities of the Heart 1 (Bruce, Brown)
13. Born Under a Bad Sign (Jones, Bell)
14. We're Going Wrong (Bruce)

#### Extra features
- Sleepy Time Time (Alternate Take) (Bruce, Godfrey)
- We're Going Wrong (Alternate Take) 1 (Bruce)

### Disco due
1. Crossroads (Johnson, arr. Clapton)
2. Sitting On Top of the World (Chester Burnett)
3. White Room 1 (Bruce, Brown)
4. Toad 2 (Baker)
5. Sunshine of Your Love 1 (Bruce, Clapton, Brown)

#### Extra features
- Sunshine of Your Love (Alternate Take) (Bruce, Clapton, Brown)
- Intervista con Baker, Bruce e Clapton

La registrazione di "Sitting On Top of the World", takes alternativo di "We're Going Wrong" e "Sunshine of Your Love" e l'intervista sono esclusività contenute nel DVD set. Tutte le altre tracce sono identiche al CD pubblicato.

## Formazione
- Eric Clapton - chitarra solista, voce, coro
- Jack Bruce - basso, armonica a bocca, voce, coro
- Ginger Baker - batteria, percussioni, voce